# Strabo (kráter)

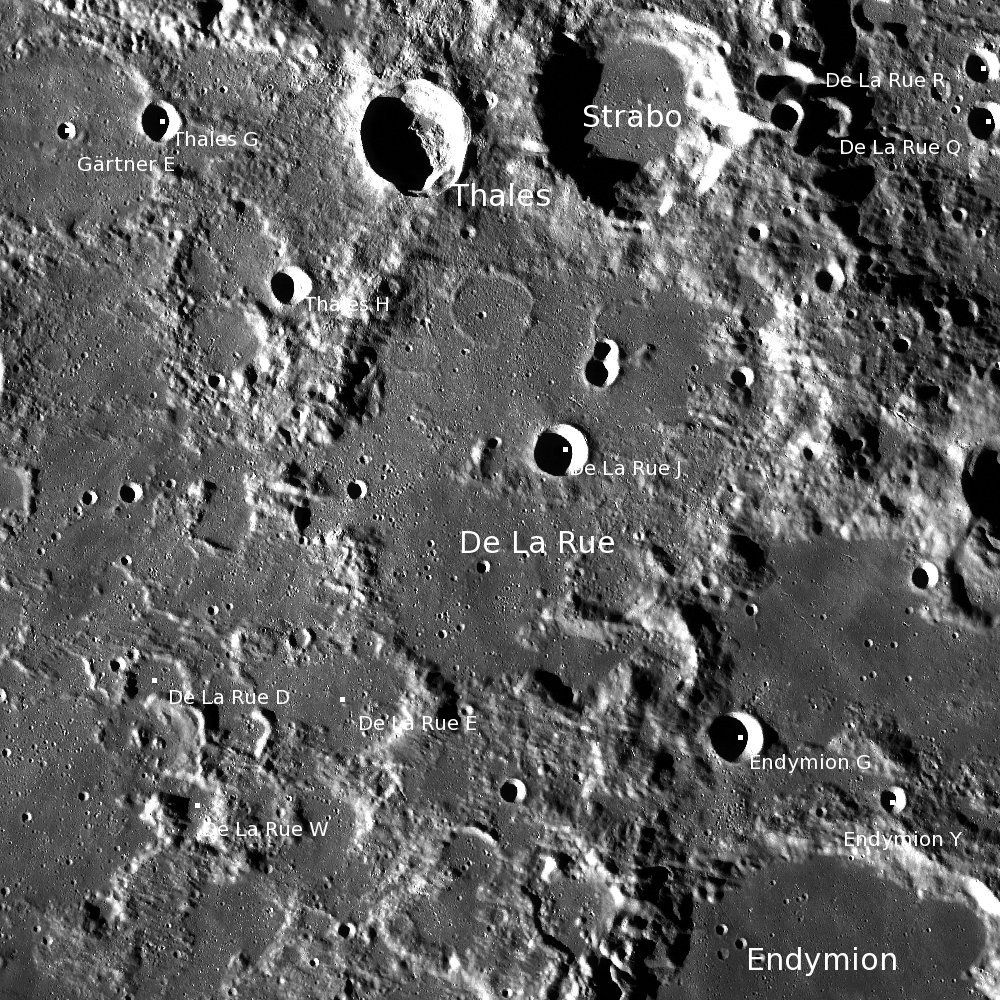
Kráter Strabo a okolí

Strabo je kráter nacházející se severovýchodně od východní části Mare Frigoris (Moře chladu) na přivrácené straně Měsíce. Vzhledem k jeho poloze v blízkosti severovýchodního okraje přivrácené strany je pozorovatelný ze Země s určitým zkreslením. Má průměr 55 km, terasový okrajový val a ploché lávou zatopené dno bez centrálního vrcholu. Severně od něj leží skupina tří zhruba stejně velkých satelitních kráterů Strabo L, Strabo B a Strabo N (v pořadí od západu k východu).
Západně leží kráter Thales – centrum světlých paprsků, jižně pak zchátralá valová rovina De La Rue.

## Název
Mezinárodní astronomická unie v roce 1935 schválila jeho pojmenování na počest Strabóna, řeckého geografa, historika a filosofa.

## Satelitní krátery
V okolí kráteru se nachází několik dalších kráterů. Ty byly označeny podle zavedených zvyklostí jménem hlavního kráteru a velkým písmenem abecedy.
| Strabo | Sel. šířka | Sel. délka | Průměr |
| ------ | ---------- | ---------- | ------ |
| B      | 64.6° S    | 55.5° V    | 23 km  |
| C      | 67.1° S    | 59.3° V    | 17 km  |
| L      | 64.2° S    | 53.4° V    | 26 km  |
| N      | 64.8° S    | 57.8° V    | 25 km  |